# Augustin Dumay
Pour les articles homonymes, voir Dumay.
Augustin Dumay, né le 17 janvier 1949 à Paris, est un violoniste et chef d'orchestre français.

## Biographie
(août 2025).
Augustin Dumay a d’abord été découvert par le public grâce à sa rencontre avec Herbert von Karajan, ses concerts avec l’Orchestre philharmonique de Berlin et ses enregistrements pour Warner (concertos de Mendelssohn, Tchaïkovski, Saint-Saëns, Lalo). Depuis, il se produit régulièrement avec les orchestres d'Europe – Philharmonia, London Symphony, Royal Philharmonic, London Philharmonic, Royal Concertgebouw Amsterdam Orchestra, Bayerischer Rundfunk, Mahler Chamber, Camerata de Salzbourg, Tonhalle Zürich, Alte Oper Frankfurt – et avec l’Orpheus Chamber, le Los Angeles Philharmonic et l’Orchestre symphonique de Montréal, sous la direction de Seiji Ozawa, Sir Colin Davis, Christoph von Dohnányi, Charles Dutoit, Gennadi Rozhdestvensky, Andrew Davis, David Zinman, Yuri Temirkanov, Kurt Masur, Wolfgang Sawallisch, Kurt Sanderling, Iván Fischer, ainsi qu'avec des chefs de la nouvelle génération comme Daniel Harding, Alan Gilbert, Robin Ticciati et Maxim Emelyanychev.
Parallèlement à sa carrière de violoniste, Augustin Dumay développe une intense activité de chef d'orchestre sur scène et au disque. Il est régulièrement invité à diriger des orchestres tels que l’English Chamber Orchestra, le New Jersey Symphony Orchestra, le New Japan Philharmonic ou Sinfonia Varsovia. Il est depuis 2011 Directeur musical du Kansai Philharmonic Orchestra (Osaka, Japon) qui fera sous sa direction sa deuxième tournée européenne en octobre 2023.
Depuis 2004, il est Maître en résidence à la Chapelle musicale Reine Élisabeth (Bruxelles) où il enseigne à de jeunes violonistes de haut niveau, la plupart lauréats de grands concours internationaux.

## Accueil critique
La critique internationale compare Augustin Dumay aux grands violonistes du XXe siècle, et souligne sa place particulière de « grand classique-styliste », confirmée par ses enregistrements pour Deutsche Grammophon : l’intégrale des sonates de Beethoven avec Maria João Pires « à classer sûrement aux côtés de Grumiaux-Haskil, Menuhin-Kempff, ou Perlman-Ashkenazy » (International Piano), les trios de Brahms où « l'héritage de Milstein dans son jeu est admirablement évident », ou encore les concertos de Mozart avec la Camerata de Salzbourg, « sans exagération l’un des plus beaux enregistrements des concertos pour violon de Mozart jamais réalisés » (Classic CD), où il confirme qu'« il est un merveilleux interprète mozartien, comme le furent jadis Stern ou Grumiaux » (Classica).

## Discographie
Une quarantaine d’enregistrements, la plupart récompensés par des prix prestigieux (Gramophone Awards, Audiophile Audition, Preis der deutschen Schallplattenkritik, Grand Prix du Disque, The Record Academy Award) – est disponible chez Warner, Deutsche Grammophon et Onyx Classics.
Après deux enregistrements à la tête du Kansai Philharmonic Orchestra et deux CD avec le pianiste Louis Lortie – Franck & Strauss Violin Sonatas, par « l'un des grands violonistes d'aujourd'hui » (The Strad), et Brahms Sonatas, « un immense bonheur » (La Presse, Montréal) –, Augustin Dumay revient aux concertos : le concerto de Beethoven avec Sinfonia Varsovia et le concerto no 2 de Bartók avec l'Orchestre symphonique de Montréal et Kent Nagano. Son nouveau CD, consacré à Mendelssohn – concerto avec Orpheus Chamber, sonate et Romances sans paroles avec Jonathan Fournel – vient de paraître[Quand ?] chez Onyx Classics.
Parmi les autres enregistrements marquants d'Augustin Dumay figurent la Symphonie espagnole op. 21 et le Concerto pour violon op. 20 de Lalo, publiés en 2023, ainsi que les Sonates pour violon et piano de Magnard & Lekeu, accompagnées de Tzigane de Ravel, sorties en 2022.
Ses prochains enregistrements seront consacrés aux Sonates et Partitas de Jean-Sébastien Bach.
Augustin Dumay joue un Guarnerius del Gesù de 1743 qui a été le violon de Leonid Kogan.

## Vie privée
Augustin Dumay a un fils Pierre[réf. souhaitée].

## Hommage
Le cinéaste Gérard Corbiau (Le Maître de musique, Farinelli) a réalisé sur lui un film portrait : Augustin Dumay, laisser une trace dans le cœur.